# Несаломиви (филм)
„Несаломиви” је југословенски ТВ филм из 1971. године.

## Улоге
| Глумац            | Улога     |
| ----------------- | --------- |
| Мија Алексић      | Елиот Нес |
| Радмило Ћурчић    |           |
| Душан Јанићијевић |           |
| Драган Лаковић    |           |
| Оливера Марковић  |           |
| Мило Мирановић    |           |